# Tioflavine
Le tioflavine sono una famiglia di composti organici coloranti utilizzati nell'istologia per la colorazione e gli studi biofisici di aggregazione proteica.

## Tioflavina T

Tioflavina T

La tioflavina T è un sale del benzotiazolo ottenuto dalla metilazione della diidrotiotoluidina con metanolo in presenza di acido cloridrico. 
Il colorante è ampiamente utilizzato per visualizzare e quantificare la presenza di aggregati proteici mal ripiegati detti placche amiloidi, sia in vitro che in vivo (ad esempio, placche composte da β-amiloide all'interno del cervello in pazienti con malattia di Alzheimer).
Quando si lega a strutture ricche di β-fogli, come gli aggregati amiloidi, il colorante diventa fluorescente. 
È una molecola che sfrutta il fenomeno fisico dello spostamento verso il rosso. 
Il comportamento fluorescente può essere causato da molti fattori che influenzano la distribuzione di carica per lo stato eccitato della tioflavina T, tra cui possiamo menzionare l'associazione a una rigida struttura amiloide altamente ordinata, o un'interazione chimica specifica con un'altra proteina.

## Tioflavina S
La Tioflavina S è un insieme omogeneo di composti che derivano dalla metilazione della diidrotiotoluidina con l'acido solfonico.  Anche questa è usata per visualizzare le placche di amiloide. Come la tioflavina T si lega anch'essa alle fibrille di amiloide ma non ai monomeri e dà un segnale di emissione di fluorescenza molto evidente. Tuttavia a differenza della Tioflavina T non produce uno shift marcato tra lo spettro di assorbimento e quello di emissione. Quest'ultima caratteristica fa sì che la Tioflavina S mostri un alto segnale di fluorescenza di background rendendo impossibile la quantificazione delle fibrille di amieloide che stiamo studiando.